# Wilczomlecz błyszczący
Wilczomlecz błyszczący (Euphorbia lucida Waldst. et Kit.) – gatunek należący do rodziny wilczomleczowatych. W Polsce występuje na niżu i jest rośliną rzadką. Gatunek osiąga w Polsce zachodnią granicę swego zasięgu.

## Morfologia
ŁodygaO wysokości od 40 do 140 cm, wzniesiona, dęta, gruba, naga, gęsto ulistniona, w górze rozgałęziona z pędami płonnymi w kątach liści.
LiścieO kształcie jajowatolancetowatym, ponad nasadą najszersze, o szerokości 1,6–2,5 cm, nagie, sine, z wierzchu połyskujące, całobrzegie.
KwiatyZebrane w kwiatostanie w postacie wierzchotki wieloramiennej. Górne podsadki wolne, żółtozielone, nerkowate, tępe lub zakończone drobnym kolcem, o szerokości równej ich długości. Kwiaty niepozorne, z półksiężycowatymi miodnikami o końcach wyciągniętych w długie różki.
OwocMa postać rozłupni rozpadającej się na trzy gładkie rozłupki.

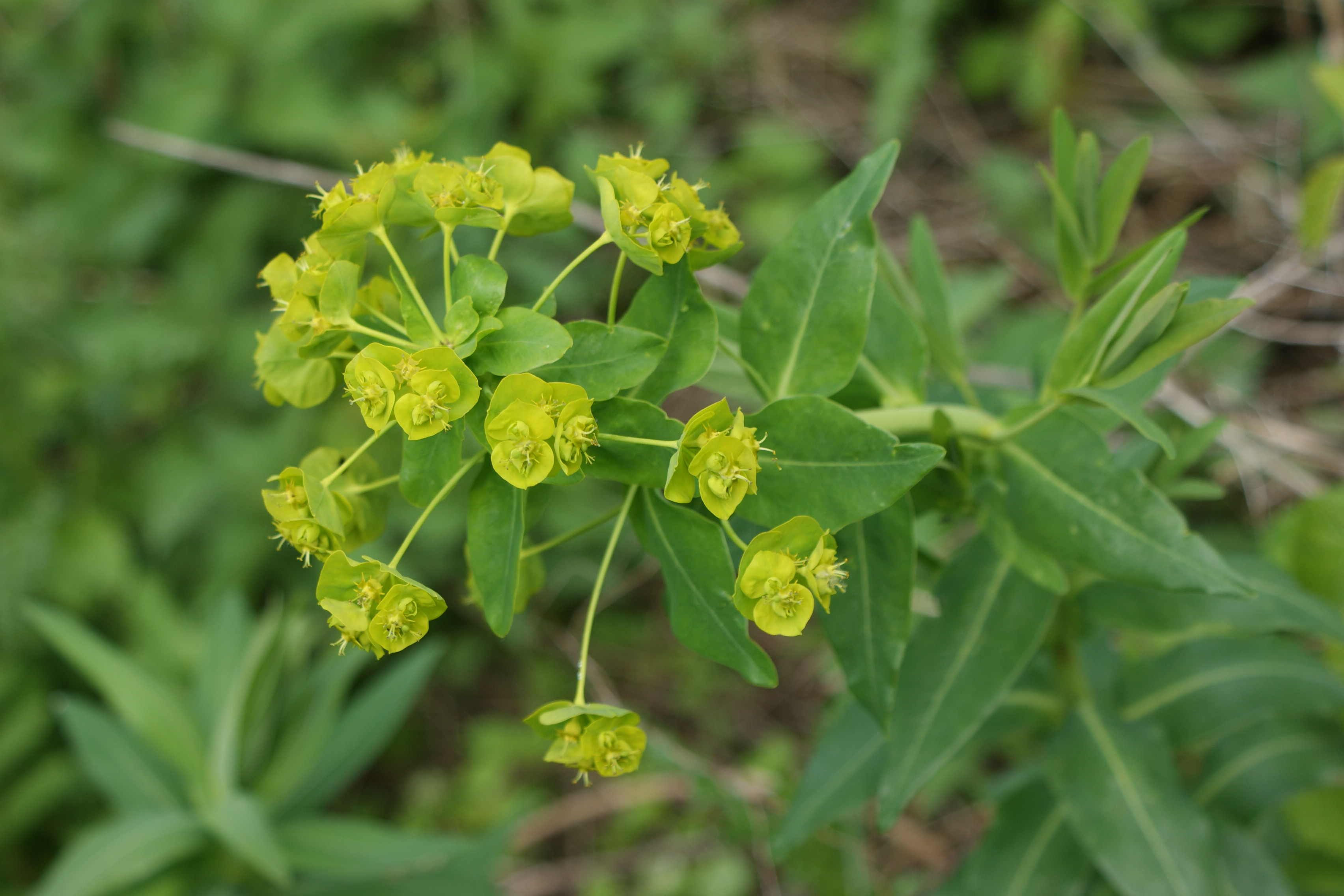
Kwiatostan
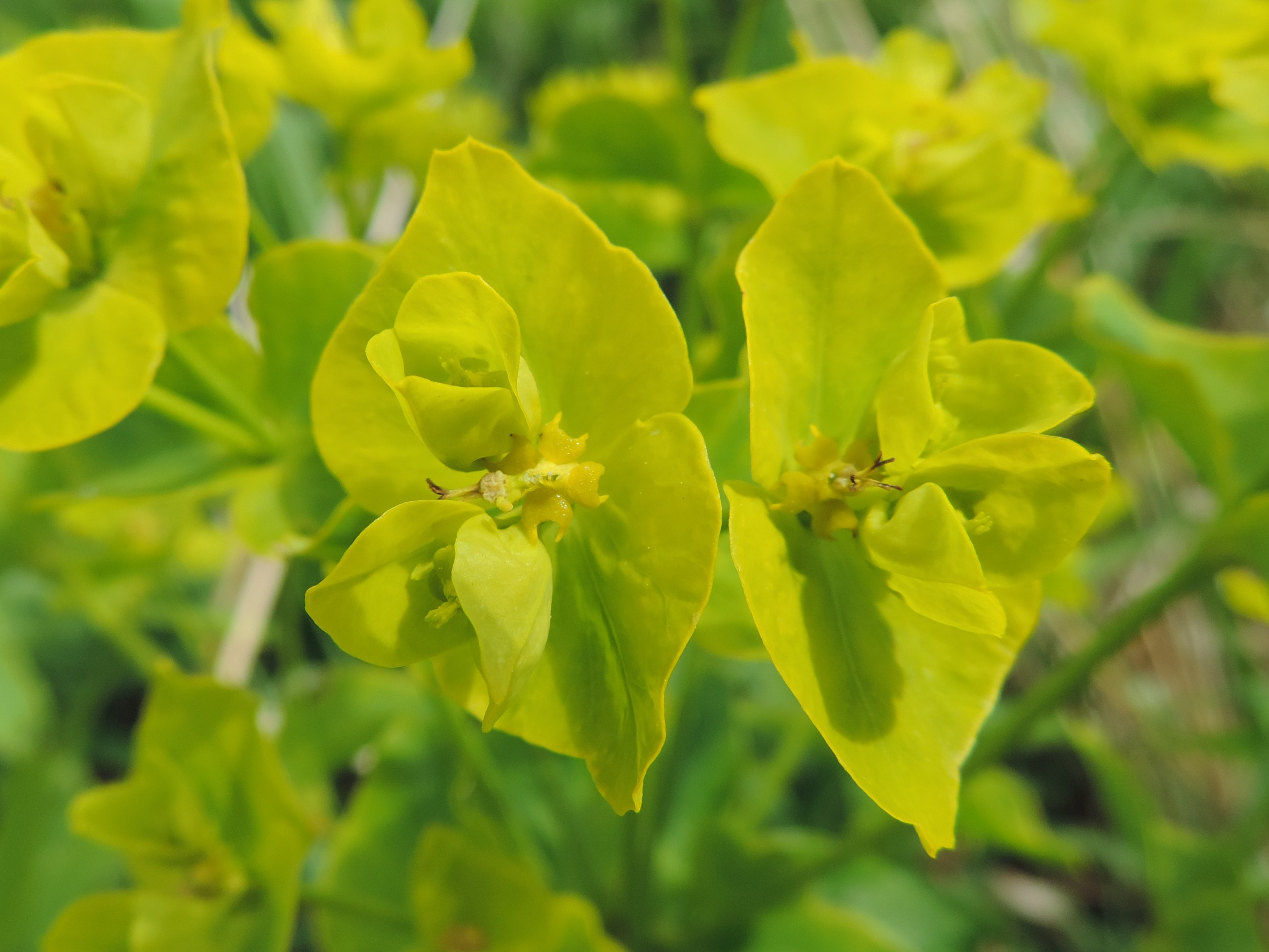
Kwiaty

## Biologia i ekologia
Bylina, kwitnie od maja do lipca. Zasiedla wilgotne łąki, rowy, brzegi wód. Gatunek charakterystyczny wilgotnych łąk ziołoroślowych ze związku Filipendulion ulmariae. Roślina trująca.

## Zagrożenia i ochrona
Gatunek umieszczony na polskiej czerwonej liście w kategorii NT (bliski zagrożenia).